# Pygopleurus syriaca
Pygopleurus syriaca là một loài bọ cánh cứng trong họ Glaphyridae. Loài này được Linnaeus miêu tả khoa học năm 1758.